# Adrian Rogoz
Adrian Rogoz (n. 19 aprilie 1921, București, România – d. 28 iulie 1996, Bad Nauheim, Hessa, Germania) a fost un scriitor român, prozator, poet, traducător.

## Biografie
Adrian Rogoz a fost prezent la 25 iulie 1969 la „Tehnic-Club” (Calea Șerban Vodă nr.213, sector 5, București), când studentul Daniel Cocoru a înființat primul cenaclu SF de amatori din România. Inițial, acesta a fost numit „cenaclul S.F. de pe lângă clubul MM” (adică „2000” în cifre romane), apoi „cenaclul SF” iar în 1973 Adrian Rogoz i-a dat numele de „Solaris”.

## Operă literară
- 1934 - prima sa povestire științifico-fantastică, Astrul principal
- 1955 - nuvela Inimă de ciută în colaborare cu Cristian Ghenea
- 1956 - romanul Uraniu (neterminat)
- 1959 - nuvela Planeta Mrina în alarmă
- 1964 - nuvela Oriana, ei și Gemi 1, 2, 3
- 1965 - Fugă în spațiu-timp
- 1965 - romanul Omul și Năluca
- 1965 - volumul de proză scurtă Lumi stranii
- 1969 - Cursă în vid (cu Gheorghe Săsărman), în CPSF #354-355
- 1972 - nuvelele Alambai sau arcanele artei și Altarul zeilor stohastici
- 1974 - colecția de povestiri Prețul secant al genunii
- 1974 - Mai mult ca perfectul crimei
- 1981 - volumul de versuri Inimă rezistentă
- 1981 - Mesaj
- 1982 - Supraviețuitorul

### Piese de teatru
- 1953 - Martin Roger descoperă America împreună cu C. Constantin
- 1984 - Privire din pom asupra realității

### Traduceri
- Nebuloasa din Andromeda de Ivan Efremov
- Solaris de Stanislav Lem

### Prezent în antologii
Adrian Rogoz a fost inclus în antologii cu următoarele lucrări:
- Altarul zeilor Stohastici, în Oameni și stele, Colecția „Fantastic Club”, Editura Albatros, București, 1975;
- Alambai sau arcanele artei, în O falie în timp, Editura Eminescu, București, 1976;
- Supraviețuitorul, în Alfa. O antologie a literaturii de anticipație românești, Editura Scrisul Românesc, Craiova, 1983;
- Altarul zeilor stohastici, în Nici un zeu în cosmos, Editura Politică, București, 1985;
- Mai mult ca perfectul crimei, în Povestiri ciberrobotice, Editura Științifică și Enciclopedică, Bucureștii, 1986.